# 影の私刑
『影の私刑』（かげのリンチ、原題：The Lords of Discipline）は、1983年制作のアメリカ合衆国のサスペンス映画。
陸軍士官学校を舞台に、過激なリンチ集団と対決する士官候補生の姿を描く。

## あらすじ
カロライナ陸軍士官学校の最上級生ウィルは、ベア大佐から開校以来初の黒人生徒として入学したピアースの力になるよう命じられる。
予想通り、ピアースは上級生のいじめのターゲットとなる。ある夜、覆面姿の男たちがピアース共々ターゲットにされていた太めの生徒ポティを部屋から連れ出して行った。ポティは彼らから激しく責められて退校を強要され、ついに自殺してしまう。
実はこの学校には、校風に合わない生徒をリンチして退校に追い込む、“テン”と呼ばれる謎の集団の存在があった。それを知ったウィルは“テン”の存在をつきとめて公にすることを決意、密かに調査を開始する。

## キャスト
- ウィル・マクリーン：デヴィッド・キース
- ベア・ベリノー大佐：ロバート・プロスキー
- ジョン・アレクサンダー：マイケル・ビーン
- マカビー：ジャッジ・ラインホルド
- ギルブレス：ビル・パクストン
- ダンテ・ピグネッティ“ピッグ”：リック・ロソヴィッチ
- アビゲイル・サンクロワ：バーバラ・バブコック
- トム・ピアース：マーク・ブリーランド
- マッキノン：ジェイソン・コネリー
- ベントレー・ダレル将軍：G・D・スプラドリン
- マーク・サントロ：ジョン・ラヴァチエッリ
- トラッド・サンクロワ：ミッチェル・リヒテンシュタイン
- ポティ：マルコム・ダネア
- エド・ビショップ
- マッキンタイア：スチュアート・ミリガン
- ソフィー・ワード
- キム・トムソン
- リチャード・オールドフィールド
- 上級生：マット・フリューワー
- 上級生：ウィリアム・ホープ